# Danuta Sybilska

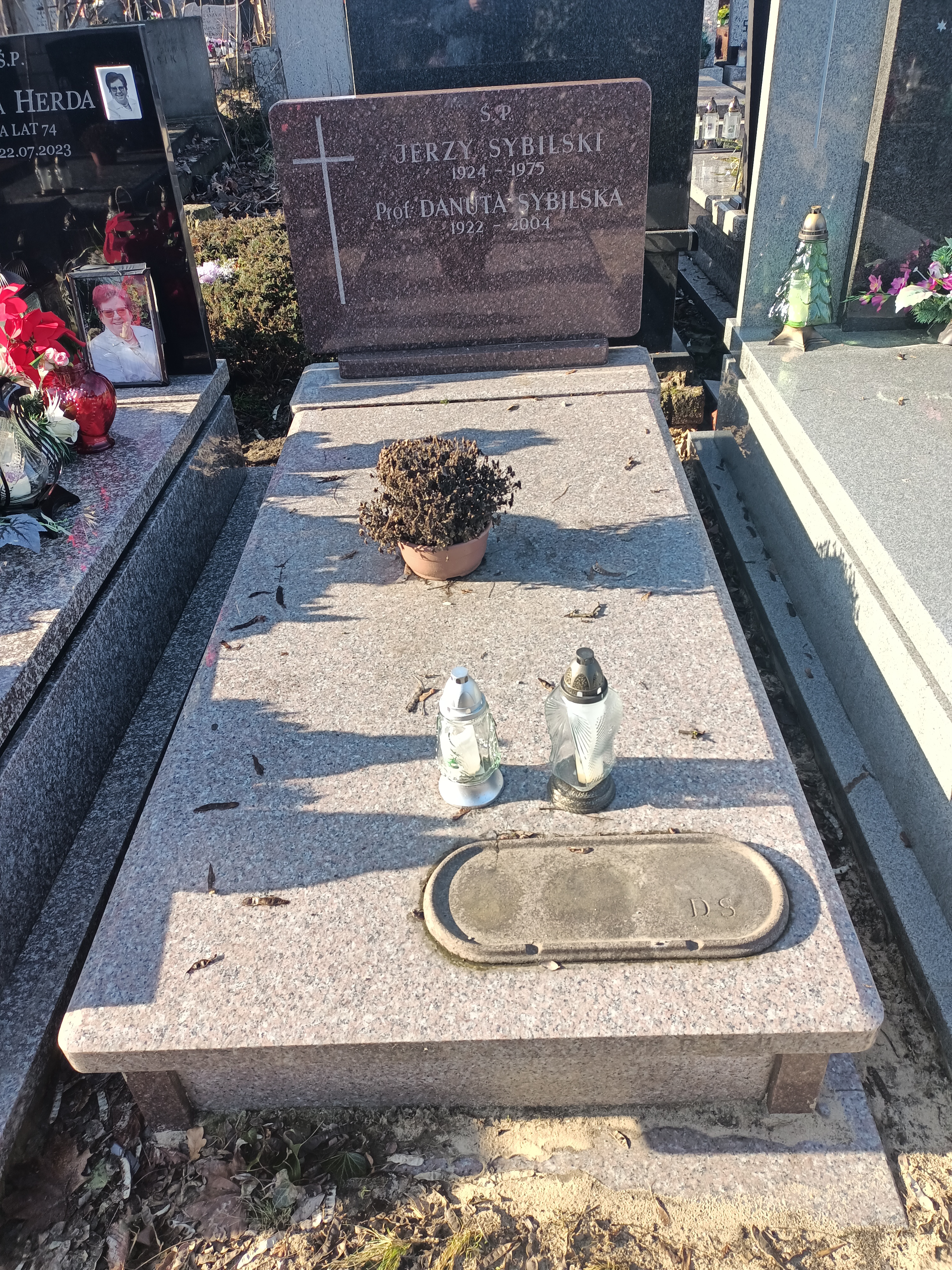
Grób Danuty Sybilskiej na Cmentarzu Bródnowskim w Warszawie

Danuta Krystyna Sybilska z domu  Szymańska (ur. 5 listopada 1922 w Warszawie, zm. 28 marca 2004 tamże) – profesor nauk chemicznych.
Ukończyła studia na Wydziale Chemii Uniwersytetu Warszawskiego (1952), tam też obroniła doktorat (1964). W roku 1990 uzyskała tytuł profesora nauk chemicznych. Specjalistka w dziedzinie chromatografii, kierownik pracowni chromatograficznej w Instytucie Chemii Fizycznej PAN. Twórczyni szkoły naukowej chromatografii klatratowej. Członek Polskiego Towarzystwa Chemicznego. Pochowana na cmentarzu Bródnowskim w Warszawie (kwatera 78B-3-12).

## Wybrane publikacje naukowe
- Janusz Żukowski, Danuta Sybilska, Janusz Jurczak, Resolution of ortho, meta, and para isomers of some disubstituted benzene derivatives via α- and β-cyclodextrin inclusion complexes, using Reversed-Phase High-Performance Liquid Chromatography, „Analytical Chemistry”, 57 (12), 1985, s. 2215–2219, DOI: 10.1021/ac00289a010.
- Monika Asztemborska, Magdalena Miśkiewicz, Danuta Sybilska, Separation of some chiral flavanones by micellar electrokinetic chromatography, „Electrophoresis”, 24 (15), 2003, s. 2527–2531, DOI: 10.1002/elps.200305508.